# Finastra
Finastra ist ein Finanztechnologieunternehmen. Das Unternehmen wurde Ende 2017 durch die Zusammenführung von D+H und Misys gegründet, nachdem Vista Equity Partners im Juni 2012 Misys übernommen und 2017 D+H gekauft hatte. Das Unternehmen hat Niederlassungen in 42 Ländern und erzielt einen Umsatz von 2,1 Milliarden US-Dollar. Das Unternehmen beschäftigt über 10.000 Mitarbeiter und hat über 9.000 Kunden in 130 Ländern.